# Sison (Pangasinán)
Sisón  (Bayan ng  Sison - Ili ti Sison), hasta 1918 conocido como Álava,   es un municipio filipino de tercera categoría, situado en la isla de Luzón. Forma parte de la provincia de Pangasinán situada en la Región Administrativa de Ilocos, también denominada Región I.

## Geografía
Municipio  situado en el norte de la provincia en el límite con las de  La Unión y de Benguet, al este del  Área Metropolitana de Dagupán.
Linda al norte con los municipios de Rosario de La Unión, Tuba e Itogón; al sur con los  de Pozorrubio y de Binalonán; al este con el de San Manuel; y al oeste con el  de  San Fabián.

### Barangays
El municipio  de Sisón se divide, a los efectos administrativos, en 28 barangayes o barrios, conforme a la siguiente relación:
| - Agat - Alibeng - Amagbagán - Artacho - Asán del Norte - Asán del Sur - Bantay Insik | - Bila - Binmeckeg - Bulaoén del Este - Bulaoén del Oeste - Cabaritán - Calunetán - Camangaán | - Cauringán - Dungán - Esperanza - Killo - Labayug - Paldit - Pindangán | - Pinmilapil - Población Central - Población del Norte - Población del Sur - Sagunto - Inmalog - Tara-tara |  |

Cinco barrios, a saber: Población central, Población Norte, Población Sur, Paldit y Labayug se consideran  urbanos, mientras que el resto son todos rurales.

## Historia
Sisón formaba parte de San Fabián, era su barrio de Bulaoén, que en 1862 pasó a denominarse Álava y, finalmente a Población del presente nuevo municipio.
En 1907, durante la ocupación estadounidense, se crea el municipio de Esperanza, agrupando los siguientes barrios sitos al noreste de Álava: Pinmilapil, Agat, Sagunto, Cauringan, Bila y Colisao.
Ese mismo año, también se organizó el municipio de Labayug.
Esperanza y Labayug se unieron fijando en Artacho su Población.
El antiguo municipio de Álava  intenta  ampliar su jurisdicción, aspiración que también compartía el barrio de Artacho.  El 11 de mayo de 1918 el gobernador de Filipinas Francis Burton Harrison decretó la fusión de ambos municipios.

## Patrimonio
El Santuario Diocesano de Nuestra Señora del Monte Carmelo de Sisón fue canónicamente erigido en 1898. Hoy forma parte de la Diócesis de Urdaneta en la Arquidiócesis de Lingayén-Dagupán.
El 20 de noviembre de 1896 fue creada la parroquia de Álava en la diócesis de Nueva Segovia. En 1918 cambia su nombre en honor del senador Pedro María Sison.